# Claudine Rinner
Claudine Rinner (née en 1965) est une dessinatrice en construction mécanique et astronome amateur française. Depuis son domicile à Ottmarsheim en Alsace, elle observe avec un télescope automatisé de 500 mm situé dans l'Atlas marocain. Elle a découvert 3 comètes.
Le Centre des planètes mineures la crédite de la découverte de 159 astéroïdes numérotés, effectuée entre 2003 et 2016, dont 40 en collaboration avec François Kugel.
L'astéroïde (23999) Rinner a été nommé en son honneur.
Elle reçoit le prix Edgar-Wilson en 2012 pour la découverte de la comète 373P/Rinner et en 2013 pour la découverte des comètes MOSS.
En 2020, elle partage avec Michel Ory le prix Dorothea Klumpke - Isaac Roberts de la Société astronomique de France.

## Observatoire MOSS
Le télescope MOSS (Morocco Oukaimeden Sky Survey) est une contribution de Claudine Rinner (France), de la Société Jurassienne d'Astronomie (Suisse) ainsi que du laboratoire de Physique des Hautes Énergies et Astrophysique (LPHEA) de l'Université Cadi Ayyad de Marrakech. La construction du bâtiment, elle, fut effectuée par la société AGM (Atlas Golf Marrakech). Le projet MOSS a été sponsorisé par la fondation Schoch (Suisse), la commission romande de physique (Suisse), le Prix Edgar-Wilson (SAO, Boston) et The Planetary Society (Californie).
L'observatoire est situé dans le parc national de Toubkal à une altitude de 2 750 mètres.
Le télescope de type Newton a un miroir primaire de 500 mm, ouvert à F/3. Sa première lumière a eu lieu le 5 octobre 2011.

## Découvertes

### Comètes
| Nom                     | Découverte le    | Notes |
| ----------------------- | ---------------- | ----- |
| 373P/Rinner (P/2011 W2) | 28 novembre 2011 | ,     |
| C/2012 CH17 (MOSS)      | 14 février 2012  | ,     |
| 281P/MOSS (P/2013 CE31) | 5 février 2013   | ,     |

### Astéroïdes notables et nommés
| (90533) Laurentblind    | 28 mars 2004       |
| (120375) Kugel          | 10 août 2005       |
| (128627) Ottmarsheim    | 6 septembre 2004   |
| (133892) Benkhaldoun    | 7 septembre 2004   |
| (145566) Andreasphilipp | 25 juillet 2006    |
| (152320) Lichtenknecker | 27 octobre 2005    |
| (157541) Wachter        | 27 octobre 2005    |
| (158913) Kreider        | 9 septembre 2004   |
| (164587) Taesch         | 17 juillet 2007    |
| (184318) Fosanelli      | 2 avril 2005       |
| (196945) Guerin         | 26 octobre 2003    |
| (200020) Cadi Ayyad     | 14 juillet 2007    |
| (214485) Dupouy         | 26 octobre 2005    |
| (340579) Losse          | 6 août 2006        |
| (355022) Triman         | 31 août 2006       |
| (355029) Herve          | 1er septembre 2006 |